# Марса, Хосе
Хосе́ Марти́нес Марса́ (исп. José Martínez Marsà; род. 4 марта 2002, Эсплугес-де-Льобрегат) — испанский футболист, защитник клуба «Мехелен».

## Клубная карьера
Марса — воспитанник клуба «Барселона». В 2020 году он начал выступать за дублирующий состав. Летом 2021 года Марса перешёл в лиссабонский «Спортинг». 14 мая 2022 года в матче против «Санта-Клары» он дебютировал в Сангриш лиге. В начале 2023 года Марса на правах аренды перешёл в хихонский «Спортинг». 4 февраля в матче против «Леганеса» он дебютировал в Сегунде. 

## Международная карьера
В 2019 году в составе юношеской сборной Испании Марса принял участие в юношеском чемпионате мира в Бразилии. На турнире он сыграл в матчах против команд Аргентины, Таджикистана, Камеруна, Сенегала и Франции.